# Zamek w Białym Kamieniu
Zamek w Białym Kamieniu – nieistniejący zamek wybudowany w 1611 r. w Białym Kamieniu, na równinie w pobliżu Bugu, przez księcia Jerzego Wiśniowieckiego (zm. 1617), kasztelana kijowskiego, syna Michała.
W zamku gościli królowie Polski: Władysław IV Waza w 1646 r., Jan Kazimierz w 1649 r. i Jan III Sobieski w 1667 r. oraz urodził się król Michał Korybut Wiśniowiecki.

## Historia
Po śmierci Jerzego Wiśniowieckiego obiekt wraz z miastem przeszedł w posiadanie jego bratanka księcia Jeremiego Wiśniowieckiego, jednego z najbogatszych ludzi na Ukrainie. Książę Jeremi i jego żona Gryzelda Zamoyska przebudowali zamek w jeden z najlepszych w prowincji.
W 1648 roku zamek został zdobyty przez wojska kozackie Bohdana Chmielnickiego. Również w roku następnym połączone siły kozackie i tatarskie oblegały go, a zdobywszy zabiły wszystkich znajdujących się w nim ludzi. Podczas najazdów tatarskich czy tureckich w 1672 i 1675 r. zamek był niszczony, lecz później następowała jego odbudowa. Według Słownika geograficznego Królestwa Polskiego i innych krajów słowiańskich w XVIII w. (...) w ruinach niegdyś obronnego zamku mieszkała Teresa Rzewuska, żona księcia Karola St. Radziwiłła Panie Kochanku, ordynata na Nieświeżu, Ołtyce i wojewody wileńskiego; księstwo Radziwiłłowie nie żyli ze sobą, księżna mieszkała w Białym Kamieniu i tu umarła; do niedawna żyli tu ludzie, którzy ją pamiętali. Po śmierci Teresy zamek zaczął chylić się ku upadkowi. W 1814 roku zamek nadal miał mury, dwie bramy i wieże. Jednak dachy się zawaliły, okna i drzwi zniknęły, a podłogi uległy zniszczeniu.
W XIX w. warownia została pozbawiona funkcji obronnych. Resztki budynków spłonęły w 1848 r. Popadający w ruinę zamek częściowo rozebrano. Z uzyskanego materiału zbudowano dwór i budynki gospodarcze. Pozostaje tylko ośmioboczna baszta, brama wjazdowa, fragmenty murów obronnych. Pod koniec XIX w. pozostałości murów jeszcze wznosiły się kilka metrów nad ziemią. Ruiny były systematycznie niszczone w czasach sowieckich. Ostatecznie w miejscu zamku powstało boisko do piłki nożnej.

## Architektura
Warownia w kształcie kwadratu była długa na 58 m i szeroka na 54 m. W rogach znajdowały się cztery ośmioboczne wieże - baszty. Zamek posiadał dwie bramy, wjazdową od strony południowej, z których jedna miała portal i dwie kolumny korynckie. Nad bramą znajdował się napis:
- j. łac. DEO‎ ‎TRINO ‎ET‎ ‎UNI GEORGIUS‎ ‎KORIBUTUS‎ ‎DUX‎ ‎IN‎ ‎WISNIOWIEC CASTELANUS‎ ‎CHIOVIENSIS‎ ‎CUM‎ ‎CARISSIMA UXORE‎ ‎SUA‎ ‎THEODORA‎ ‎CZAPLICZOWNA‎ ‎IN SPANOW‎ ‎ARCEM‎ ‎HANC‎ ‎MURO‎ ‎EXTRUERE‎ ‎CURAVERUNT‎ ‎IN‎ ‎CIVITATE‎ ‎SUA‎ ‎HAEREDITARIA COGNOMINATA‎ ‎KAMIEN‎ ‎ANNO‎ ‎SALUTIS‎ ‎MDCXI[2];
- j. pol. Bogu w Trójcy jedynemu Jerzy Korybut książę w Wiśniowcu kasztelan kijowski ze swoją najdroższą żoną Teodorą Czapliczówną ze Szpanowa[5] zatroszczyli się o budowę murów tego zamku w swoim dziedzicznym mieście zwanym Kamieniem w roku  1611.

Skrzydła zachodnie i południowe były to dwukondygnacyjne budynki mieszkalne, posiadające od strony dziedzińca krużganki. Znajdowały się w nich dwie duże sale oraz 30 komnat. Zamek otoczony był wałami a znajdujące się tam bagna i moczary mocno utrudniały swobodny do niego dostęp.

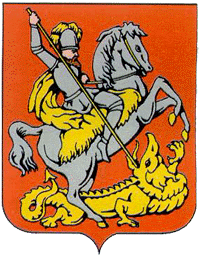
Herb Białego Kamienia z 1682